# Hypospila similis
Hypospila similis là một loài bướm đêm trong họ Noctuidae.